# Global Green Growth Institute
Global Green Growth Institute (GGGI eller 3GI) er en international organisation, der arbejder på at forene økonomisk vækst og miljømæssig bæredygtighed. GGGI er stiftet i 2010 og har hovedkontor i Seoul. Lars Løkke Rasmussen var formand for organisationen i en periode fra 2012 til 2014. Organisationen har 18 lande som medlemmer.
Løkke Rasmussen modtog megen kritik efter, at det kom frem, at han havde haft et stort overforbrug for GGGI's penge i forbindelse med sin formandspost.

## Medlemmer
- Australien
- Cambodja
- Costa Rica
- Danmark
- Etiopien
- Filippinerne
- Forenede Arabiske Emirater
- Guyana
- Indonesien
- Kiribati
- Mexico
- Mongoliet
- Norge
- Papua Ny Guinea
- Paraguay
- Qatar
- Rwanda
- Storbritannien
- Sydkorea
- Vietnam

## Website
- http://gggi.org/

| Bæredygtighed | Spire Denne artikel om bæredygtighed og miljø er en spire som bør udbygges. Du er velkommen til at hjælpe Wikipedia ved at udvide den. |